# Roka (Pea Reang)
Roka es una comuna (khum) del distrito de Pea Reang, en la provincia de Prey Veng, Camboya. En marzo de 2008 tenía una población estimada de 13 069 habitantes.
Se encuentra ubicada al sur del país, a escasa distancia de los ríos Mekong y Bassac, y de la frontera con Vietnam.